# Табірна корона
У Стародавньому Римі табірна корона ( лат. corona castrensis, "корона каструма"), також відома як корона долі, була військовою нагородою, що присуджувалася першій людині, яка під час бою проникла до ворожого табору або поле бою. Вона мала форму золотої корони, увінчаної копіями колів палісаду (високого паркану, що складався із загострених колів). 
В геральдиці у кількох підрозділів сучасних армій табірна корона встановлена як клейнод поверх щита герба або емблеми.
Корона Палісадо, варіант, що використовується в англійській геральдиці, визначається палісадом, прикріпленим до зовнішньої сторони обода.

## Галерея

Приклад табірної корони
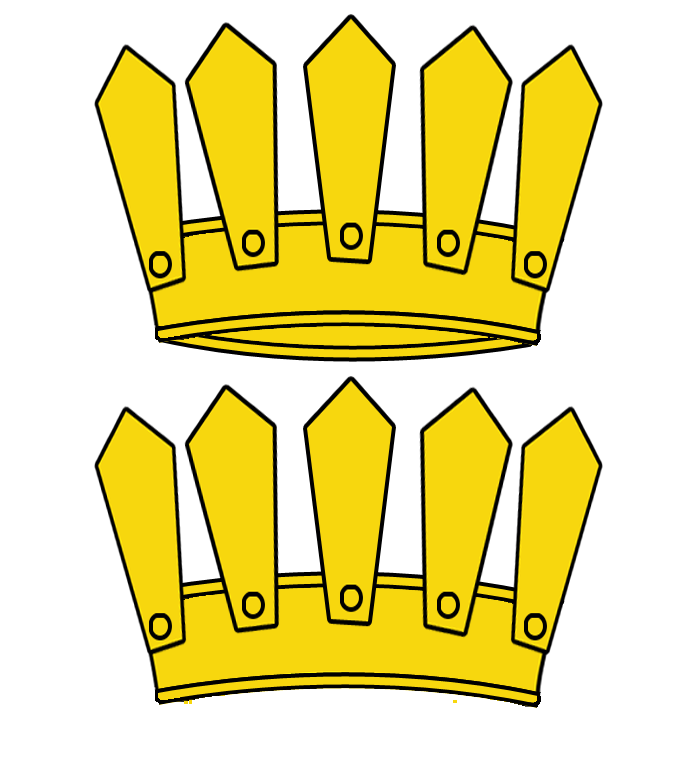
Приклад корон Палісадо (англійська геральдика)
Емблема курсу історії та естетики військової музики іспанської армії